# Praha IX

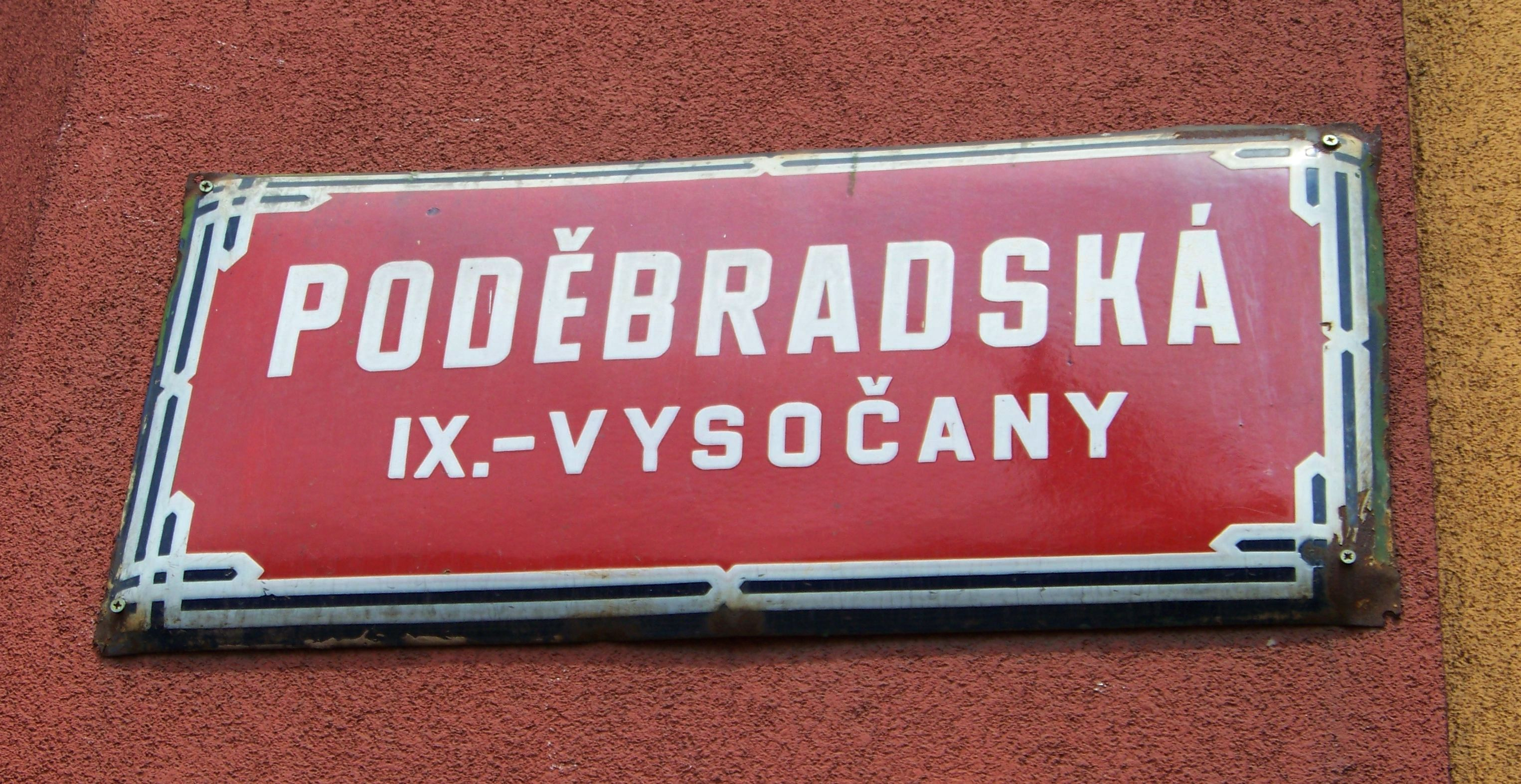
Uliční tabule na začátku Poděbradské ulice ve Vysočanech

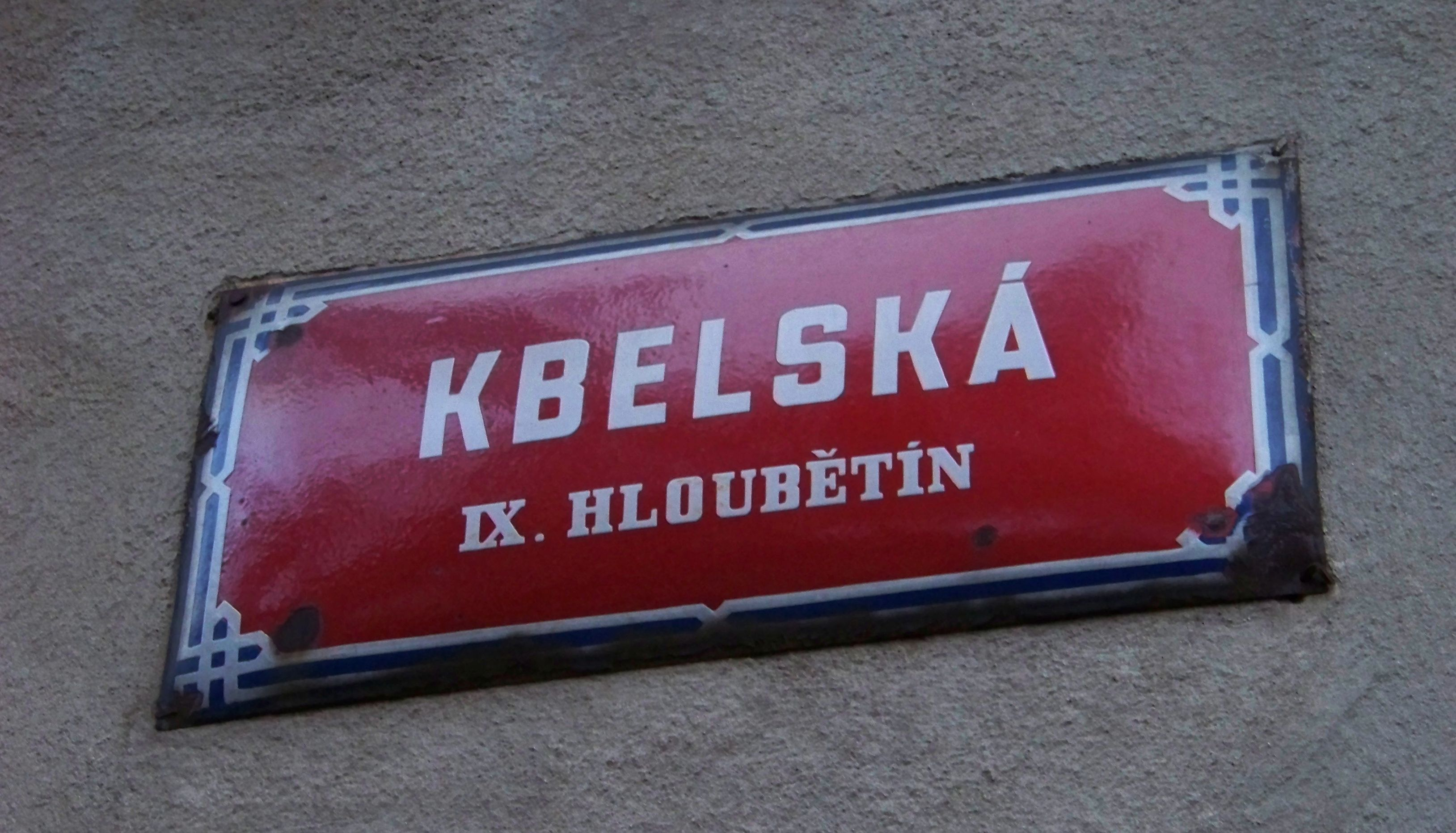
Uliční tabule na nároží Kbelské a Konzumní ulice v Hloubětíně

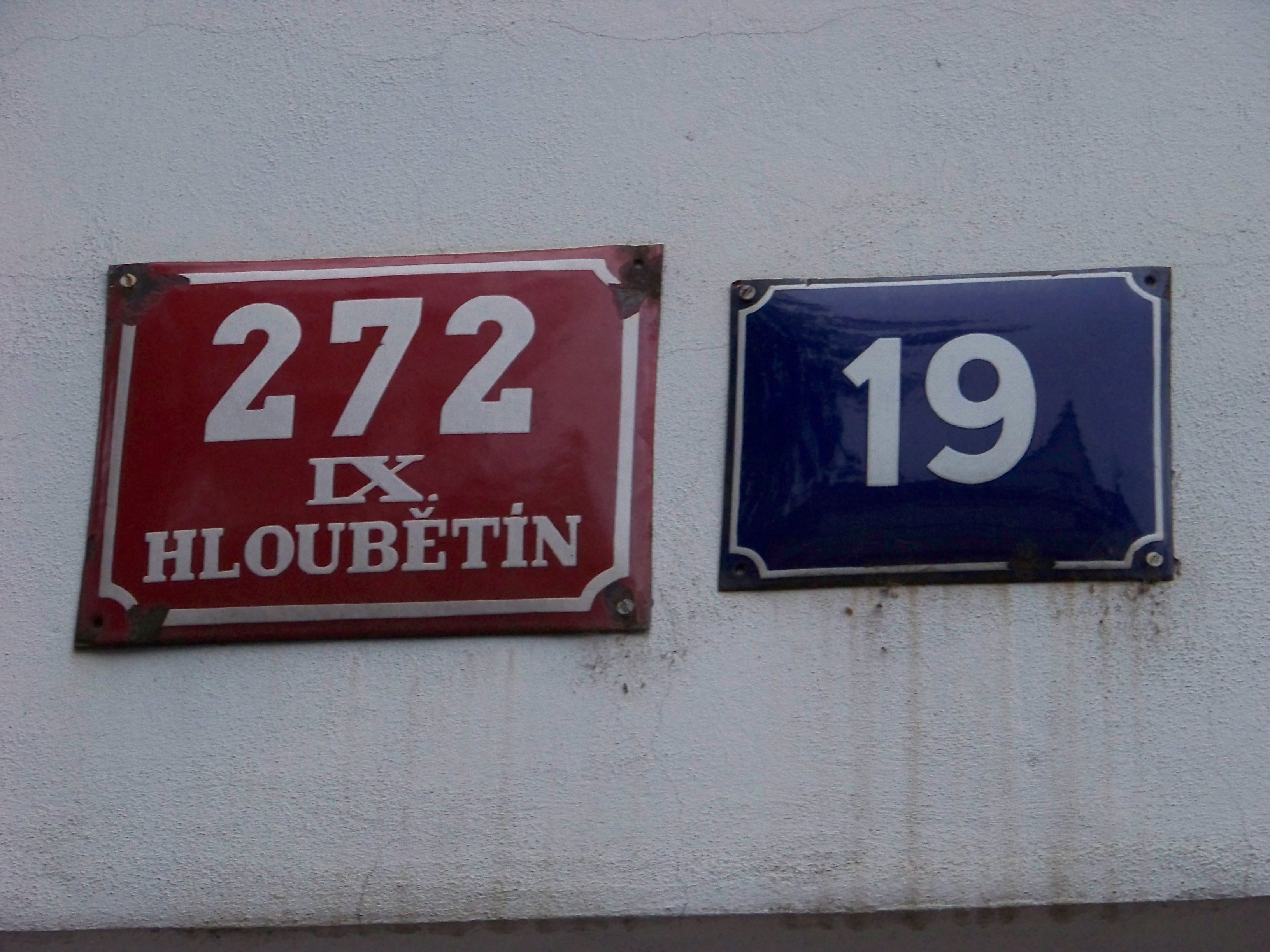
Staré číslo obvodu na tabulce s popisným číslem v Konzumní ulici v Hloubětíně

Praha IX byla jako volební obvod Velké Prahy vymezena vládním nařízením č. 7/1923 Sb. s účinností ode dne vyhlášení 17. ledna 1923. Vládní nařízení 187/1947 Sb, účinné od 14. listopadu 1947, ponechalo rozsah obvodu stejný, určilo jej však i obvodem pro státní správu a název obvodu se rozšířil o název sídelní čtvrti obvodu, tedy na Praha IX – Vysočany. 
Obvod zahrnoval území dřívějšího města Vysočany a katastrální území čtvrtí Prosek a Hloubětín. Všechna tato území byla k Praze připojena 1. ledna 1922 na základě zákona č. 114/1920 Sb. z. a n. z dosavadního karlínského okresu.  
Obvod byl zrušen k 1. dubnu 1949, kdy byla Praha vládním nařízením č. 79/1949 Sb. rozčleněna novou správní reformou na 16 městských obvodů číslovaných arabskými číslicemi. Část Vysočan, Prosek a Hloubětín se staly základem nového obvodu Praha 9, menší část Vysočan (Na Balkáně) byla spojena se Žižkovem do obvodu Praha 11. Od 11. dubna 1960 zákon č. 36/1960 Sb. vymezil v Praze 10 obvodů, přičemž Vysočany (část?), Prosek a Hloubětín připadly společně do obvodu Praha 9. Zákon č. 418/1990 Sb., o hlavním městě Praze, s účinností od 24. listopadu 1990 a poté znovu Statut hlavního města Prahy (vyhláška hl. m. Prahy č. 55/2000 Sb. HMP) s účinností od 1. července 2001 zařadily Prosek, větší část Vysočan a menší část Hloubětína do městské části Praha 9, větší část Hloubětína do městské části Praha-Kyje (v roce 1994 přejmenované na Praha 14), malá část Vysočan (Na Balkáně) připadla do městské části Praha 3 a nepatrný neobydlený pás Hloubětína (u malešické průmyslové oblasti) do městské části Praha 10.  